# La Sinistra Moderna
La Sinistra Moderna (in francese La Gauche moderne, LGM) era un partito politico francese fondato da Jean-Marie Bockel, ex membro del Partito Socialista, inattivo dal 2017.
Nel 2009 La Gauche moderne rivendica 1 500 iscritti.

## Storia
È successore della corrente interna al PS col medesimo nome che si richiama al blairismo.

### Elezioni municipali del 2008
La Gauche moderne ha partecipato per la prima volta a una votazione alle elezioni municipali del 2008. Il 14 febbraio 2008, Jean-Marie Bockel ha presentato i candidati del movimento, tra i quali molti candidati presidente: lui stesso a Mulhouse, Jean-Marie Kutner (vicesindaco Mouvement démocratie alsacienne) a Schiltigheim, Yves Urieta (sindaco ex-PS, « apparentato a Gauche moderne ») a Pau o candidati vicepresidente come Philippe Sanmarco a sostegno di Jean-Claude Gaudin a Marsiglia, Robert Thévenot a sostegno di Philippe Cochet a Caluire, David Melloni con Nadine Morano a Toul, Jean-François Pascal con Jean-Marie Cavada nel 12º arrondissement di Parigi, sia « più di 100 candidati in più di 50 importanti città ».
La sera del primo turno, il movimento rivendica « una decina di eletti ». Jean-Marie Bockel, riesce per poco a conservare la municipalità di Mulhouse, dal momento che l'alleanza UMP-MoDem-LGM ha superato quella dell'opposizione socialista di soli 168 voti.
Dopo il secondo turno, La Gauche moderne rivendica complessivamente una quarantina di eletti nelle città di Avignone, Bourges, Bouc-Bel-Air, Caluire-et-Cuire, Colmar, Corbeil-Essonnes, Échirolles, La Ciotat, Lambersart, Mâcon, Marsiglia, Montereau-Fault-Yonne, Mulhouse, Nancy, Nizza, Nogent-sur-Marne, Orléans, Parigi, Sélestat, Suresnes, Valenciennes, Villiers-sur-Marne, di cui numerosi assistenti e varie decine di consiglieri di opposizione. Tuttavia, LGM è battuta dal Partito Socialista a Schiltigheim e l'uscente Yves Urieta è sconfitto a Pau, in un contesto in cui la Sinistra conosce una forte avanzata a spese dell'UMP e dei suoi alleati.

### Elezioni europee del 2009
La Gauche moderne sostiene le liste dell'UMP, affiliato al Partito Popolare Europeo.
Il partito ha presentato i seguenti candidati:
- Marielle Gallo (4ª posizione) e Marc d'Here (19ª posizione) per la circoscrizione Île-de-France
- Michèle Striffler (4ª posizione) e Malika Gautie (10ª posizione) nella circoscrizione Est
- Yves Urieta (7ª posizione) per la circoscrizione Sud-Ovest
- Patricia Larnaudie (15ª posizione) e Djamel Keriche (18ª posizione) nella circoscrizione Sud-Est
- Brigitte Mauroy (10ª posizione) e Simon-Pierre Trezeguet (19ª posizione) per la circoscrizione Nord-Ovest
- Doris Madingou (10ª posizione) nella circoscrizione Ovest

Il 7 giugno 2009, vengono elette deputate europee Marielle Gallo e Michèle Striffler, che siedono nel Parlamento europeo nel gruppo del PPE.

## Ideologia
Secondo il manifesto, i fondatori de La Sinistra moderna vogliono istituire "una politica pragmatica, attenta ai risultati, a ciò che avviene e a ciò che risponde alla domanda sociale." Difendono un "liberalismo sociale, attento attraverso le sue regolazioni alla giustizia ed all'uguaglianza" ed un'"economia di mercato solidale".
Secondo Jean-Marie Bockel, tale percorso è nella logica della sua entrata al governo nel quadro dell'apertura voluta da Nicolas Sarkozy e gli permetterà di proseguire il suo cammino socioliberale.

### Collocazione
A dispetto del suo nome, la classificazione de La Sinistra moderna, nel sistema bipolare sinistra-destra è talvolta controverso e può dipendere dalla maniera in cui sono considerate le alleanze passate con altri partiti o un'analisi dell'ideologia del partito.
Si definisce infatti un partito di centrosinistra e socioliberale, favorevole a una politica pragmatica, attenta ai risultati e alle richieste dei cittadini, per un'economia sociale di mercato.
Ha però partecipato, per tutta la legislatura 2007-2012, alla maggioranza presidenziale di centrodestra di Nicolas Sarkozy, guidata dall'Unione per un Movimento Popolare.
Nel 2009 il suo unico membro del Parlamento è un senatore d'oltremare, che siede nel gruppo del Raggruppamento Democratico e Sociale Europeo (RDSE), dominato dagli eletti del Partito Radicale di Sinistra (di centrosinistra). Al contrario, al Parlamento europeo le sue due elette, Marielle Gallo e Michèle Striffler, siedono nel gruppo Gruppo del Partito Popolare Europeo, di centrodestra, insieme agli eletti dell'UMP di Sarkozy.
La Gauche moderne è aiutata finanziariamente dall'UMP: nel 2008, ha ricevuto 100 000 euro dal partito del presidente Nicolas Sarkozy.
Dal 18 settembre 2012 La Sinistra Moderna fa parte dell'Unione dei Democratici e Indipendenti, federazione di sette partiti di centrodestra.